# 小行星4600
小行星4600（4600 Meadows）是一颗围绕太阳公转的小行星。1985年9月10日，亨利·德波鸿诺在拉西拉天文台发现了此天体。
这颗小行星的绝对星等为193.9939890534328等。